# 구아이페네신
구아이페네신(Guaifenesin)은 글리세릴 구아이아콜레이트(glyceryl guaiacolate)라고도 알려져 있으며,인체의 기도에서 점액을 가라 앉히는데 도움이되는 약물이다. 기침이 줄어드는지에 대해서는 불분명하다. 6세 미만의 어린이에게는 사용하지 않는 것이 권장된다. 다른 약물과 함께 사용되기도 한다.
일반적으로 구아이페네신은 진해거담제(가래약)의 주성분으로 사용된다.

## 같이 보기
- 염화리소짐
- 클로르페니라민
- 로라타딘
- 덱스트로메토르판
- 노스카핀